# Christophe Dussart
Pour les articles homonymes, voir Dussart.
Christophe Dussart est un footballeur français né le 15 avril 1976 à Valenciennes. Il évolue au poste de défenseur.

## Biographie
Il joue plusieurs saisons en Ligue 2, au FC Gueugnon et au SCO Angers.
En 2005, il rejoint le Nîmes Olympique, et quitte l'équipe lorsque celle-ci est promue en Ligue 2.

## Carrière
- Valenciennes FC (CFA puis National)
- 2000-2001 : Clermont Foot (Nat., 31 matchs, 1 but)
- 2001-2003 : FC Gueugnon (L2, 62 matchs)
- 2003-2005 : SCO Angers (L2, 67 matchs, 2 buts)
- 2005-2008 : Nîmes Olympique (Nat., 64 matchs, 6 buts)[1]